# キム・スヒョン (2000年生)
スヒョン（韓: 수현、中: 秀玄 、英: Suhyeon、2000年1月15日 - ）は、韓国のアイドル、女優。女性アイドルグループ・Billlieのメンバーである。MYSTIC STORY所属。

## 来歴
2001年1月15日、大邱広域市生まれ。
2016年1月22日、Mnetのオーディション番組『PRODUCE 101』に出演し、最終順位69位。
2017年10月29日、JTBCのサバイバル番組『MIXNINE』に出演した。
2021年11月10日、MYSTIC STORYよりBilllieのメンバーとしてデビューした。

## 作品

### シングル
- Around The World（2019年）-『A-TEEN2 OST』収録

## 出演

### テレビ番組
- PRODUCE 101（2016年、Mnet）
- MIXNINE（2017年、JTBC）

### テレビドラマ
- ランジェリー少女時代（2017年、KBS2）
- 恋のステップ〜キミと見つめた青い海〜（2018年、KBS）

### ウェブドラマ
- A-TEEN（2018年、PLAYLIST）
- A-TEEN2（2019年、PLAYLIST）

### MV
- 윤종신 - Chocolate With SEVENTEEN Vocal Unit(2016年)